# Salsa de soia

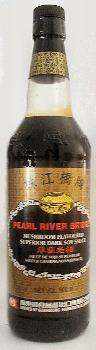
Salsa de soia

La salsa de soia o de soja (en xinés 酱油 /jiàngyóu/; en japonès醤油 /shōyu/) és una preparació fermentada feta a base de soia, aigua i sal, a la que se li sol afegir blat torrat, encara que no sempre. Originaria de la Xina, on s’utilitza com condiment des de fa més de 2500 anys. Es pot produir de manera tradicional en barrils de bambú o actualment es pot obtenir per hidròlisis artificial.

## Història
La salsa de soia és un dels condiments més antics del món i té el seu origen a la Xina, cap al final de la dinastia Zhou. Des de molt temps abans, s'acostumava a conservar les carns amb sal i el subproducte líquid que s'obtenia s'aprofitava com a condiment. Quan el budisme es va propagar per l'Orient Llunyà, el vegetarianisme es va estendre amb ell, el que va dur que es busquessin substituts vegetals per als antics condiments que contenien carn. Un d'aquests substituts era una pasta salada i fermentada de grans de soia, precursora de la salsa de soia moderna. Amb el temps el seu ús es va propagar a altres països asiàtics, com el Japó, Filipines, Malàisia, Indonèsia, etc., sent un condiment central en les cuines d'aquests països. Amb el procés de globalització, la salsa de soia pot ser trobada en els comerços, llars i cuines de tot el món, tant en Orient com a Occident.

## Producció tradicional
S'elabora tradicionalment mitjançant la fermentació de grans de soia amb blat torrat partit, que es posen en blocs i se submergeixen i treuen diverses vegades en un brou fred d'aigua i sal. El procés dura prop d'un any en olles de fang, i de vegades se li agreguen bolets secs com xampinyons. Al Japó és il·legal produir o importar salsa de soia artificial i, per tant, totes les salses de soia japoneses s'elaboren a la manera tradicional.

## Fermentació
La salsa de soja s'elabora habitualment a partir de diverses matèries primeres, com ara soia bullida o cuita al vapor, blat torrat, sal, aigua i A. oryzae o A. sojae com a cultius inicials durant el procés de fermentació. Per produir salsa de soia, s'utilitzen dos tipus de brots de soia com a fonts proteiques, brots de soja sencera o soia desgreixada. Els brots de soia sencera conté més àcids grassos i aporta un sabor més suau, però genera una major quantitat de deixalles a causa de l'oli als brots. La soja desgreixada es fa servir normalment per als sistemes de producció actual. El blat potencia el sabor i el color final de la salsa de soia. Els microorganismes iniciadors degraden el blat en sacàrids, que són utilitzats per la floridura per generar diferents alcohols i compostos aromatitzants.

### Característiques de l'Aspergillus Oryzae
Aspergillus oryzae és un fong filamentós que forma una colònia gruixuda i homogènia amb diferents fronts de creixement connectats. S'utilitza en l'elaboració de koji de salsa de soia per la seva alta productivitat d'enzims hidrolítics, per descompondre molècules grans com polisacàrids i proteïnes en monosacàrids i aminoàcids més petits, respectivament.

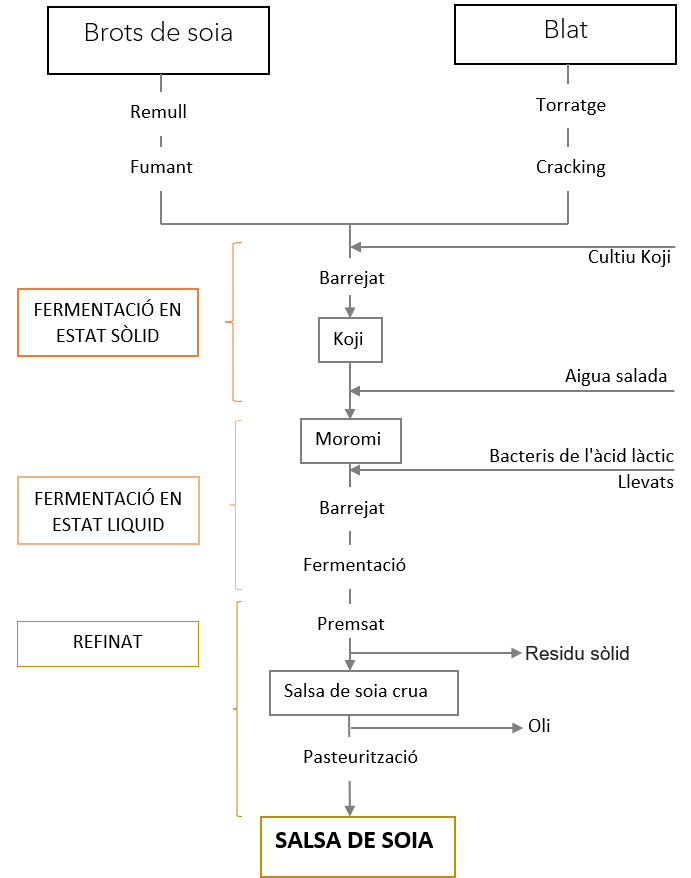
Esquema del procés de producció de la salsa de soja: fermentació (Koji i Moromi) i refinat

### Fermentació
L'elaboració de la salsa de soia tradicional implica un procés de fermentació primària en dues etapes, una fermentació en estat sòlid a curt termini (koji) seguida d'una fermentació en estat líquid a llarg termini (moromi), i una darrera etapa de refinat. La interdependència de diferents espècies microbianes, incloent bacteris, llevats i fongs, és complexa durant la fabricació de salsa de soia a causa de l'atmosfera no estèril i el llarg temps de fermentació, amb l'activitat microbiana contribuint significativament a l'estabilitat i consistència dels components finals de la salsa de soia.
En primer lloc, la soia sencer o desgreixada es submergeix en aigua durant la nit o durant almenys 8 hores per augmentar el contingut d'humitat de la soia. A continuació, es couen els brots prèviament en remull utilitzant una olla a pressió amb vapor saturat a 0,8-1,0 kg/cm² de pressió manomètrica durant 40-45 min o en un forn continu a 6-7 kg/cm² de pressió manomètrica durant un curt període, de 20-30 segons. El blat es torra a 150 °C durant 30–45 segons la qual cosa provoca el trencament en petites partícules de farina de blat, i es combina amb la soia cuita. Tots els tipus de salsa de soia utilitzen un cultiu pur iniciador d'A. oryzae o A. sojae per fermentar la barreja, que després s'incuba a 25–30 °C durant 72 hores, i donarà com a resultat una massa de koji verd i groga a causa de l'esporulació i el creixement de la floridura.
Els microorganismes del pas de fermentació koji, principalment membres del gènere Aspergillus (A. oryzae o A. sojae), produeixen enzims, com ara enzims proteolítics o amilases, que descomponen la soia i el blat en molècules simples utilitzades per al desenvolupament de bacteris halòfils, inclosos els bacteris de l'àcid làctic, les espècies de Bacillus i els llevats durant l'etapa de moromi. Durant l'etapa primària de koji, el llevat predominant en l'etapa primerenca és el Sacharomyces, que produeix diversos alcohols, èsters o cetones, mentre que el Torulopsis creix en l'etapa tardana al fermentat i genera uns fenols característics.
La següent etapa en la producció de salsa de soia fermentada és una puré de sal anaeròbica o moromi. La soia modelada es barreja amb una solució de NaCl del 18%-23%, que facilita la fermentació d'àcid làctic i llevat que toleren l'alta concentració de sal però limita el creixement de microorganismes i patògens deteriorants. Els bacteris de l'àcid làctic metabolitza els sucres en àcid làctic reduint gradualment el pH del moromi de 6,5-7 a 4,0-5,0, i el llevat produeix alcohol (Fermentació alcohòlica). El moromi es fermenta i envelleix a temperatura ambient entre 3 mesos i 4 anys amb els diversos microorganismes que desenvolupen diversos compostos aromàtics crucials per a les propietats organolèptiques del producte final. Mentrestant, T. halophilus i Z. rouxii són el bacteri de l'àcid làctic i el llevat osmofílics més prevalents, respectivament, i tenen un paper important en la formació de l'aroma.
Durant l'etapa moromi, els canvis ambientals en el puré inhibeixen el creixement d'organismes que estaven presents en etapes anteriors i que són incapaços de tolerar una salinitat tan elevada, afavorint així la proliferació de llevats i altres microorganismes halotolerants.

### Refinament
El refinament és l'etapa final del procés de fermentació, que inclou premsat, filtració, pasteurització i envasat. La salsa de soia soluble i el residu sòlid es separen mitjançant premses hidràuliques per forçar el moromi a través de les diferents capes de filtres de tela o niló. La salsa de soia crua és normalment pasteuritzada tèrmicament a 70-80 °C durant 30 minuts.

## Producció hidrolitzada artificialment
S'anomena salsa de soia química (化學醬油 en xinès). És una invenció moderna, és generalment la salsa de soia que es pot aconseguir en supermercats comuns i s'elabora amb un procés més ràpid i barat que el tradicional, obtenint-se un producte de sabor no tan intens i més salat. És un condiment relativament barat, ric en proteïnes i nutritiu. Amb la millora dels mètodes, equips de manufactura i investigacions contínues s'ha incrementat ràpidament la seva producció en molts països del món. Es produïx mitjançant hidròlisi química partint de farina de soia desgreixada, colorant de caramel, xarop de blat de moro o altres endolçants, extracte de malta i de vegades glutamat monosòdic sense cap procés de fermentació.
Algunes salses de soia artificial tenen potencials riscos de salut perquè contenen cloropropanols carcinògens 3-MCPD (3-clor-1,2-propanediol) i 1,3-DCP (1,3-diclor-2-propanol) els quals són subproductes de la hidròlisi de l'àcid hidroclòric. 3-MCPD està regulada a Europa i Estats Units després d'una acció regulatòria en 2001 en el Regne Unit, però 1,3-DCP no està regulada i pot causar càncer i transferir defectes genètics a la descendència.

## Additius
No totes les salses de soja han de portar additius ja que el sabor i el color ha de ser fruit de la fermentació. En alguns casos s’hi afegeix per corregir alguna o aportar alguna característica organolèptica.
-  Hemicel·lulosa de soja (E426): Espassant natural i estabilitzant. Obtingut a partir de la extracció de la fibra de soja. Segons la OCU un consum 25-35g al dia no té efectes adversos.
-  Caramels (E150): Colorant natural o sintètic. Li aporta el color marronós i té un sabor una mica amarg.
-  Àcid nicotínic (375): acidulant. Conservant regulador de pH que evita el creixement microbià

## Perfil organolèptic
El sabor de la soja final ve donada pels petits components nitrogenats, els sucres i els acids orgànics formats durant la fermentació del salmorra.
Els primers sabors, més umami, venen donades pels components nitrogenats com aminoàcids lliure o petits pèptids de massa menor a 500 Da (de 2 a 4 aminoàcids), que dona un sabor umami més intens que els pèptids de major de 500 Da. Entre els aminoàcids trobem l’àcid glutàmic, que té un sabor d’umami pur en presencia de sal. També trobem altres enzims com l’alanina, la serina i la glicina que li confereixen un sabor fort al koikuchi shoyu, però els principals són l’àcid glutàmic i l’àcid aspàrtic.
S’han identificat 150 compostos aromàtics en el shoyu entre els que trobem acids orgànics, alcohols, esters, carbonils o relacionats, compostos fenòlics, lactones, components amb sulfurs i terpens. Són formats durant el rostit del blat, la fermentació del moromi i el koji i la pasteurització.
La meitat del color s’obté durant el rostit del blat, la fermentació del shoyu i el repòs del moromi. L’altre meitat del color s’obté durant el processament.

## Usos
La salsa de soja es pot utilitzar com a un substituent de la sal degut al seu alt contingut en clorur de sodi obtingut durant el marinat. És un condiment que s'incoopora a moltes receptes asiàtiques sigui amb verdures o amb carn. També conservar per marinar la carn, es deixa que la carn absorbeixi bé la soja i després es deixa assecar al sol.
És ideal per acompanyar menjars tant orientals com occidentals ja siguin verdures fregides, arròs, arrebossats, com també sopes, o fins i tot algunes gotes afegides a amanides o estofats, a més a més també pot ser inclosa amb les carns, ja que el seu sabor és ideal per a marinar-les o fregir-les com peix, pollastre, vedella, porc, etc.

## Comercialització i impacte
El mercat de la salsa de soja va moure 724 milionsde USD al 2020 representant el 0,0043% del comerç mundial. El principal exportador es Xina, exportant un total 170 milions de USD, seguit dels països baixos ($122M). El principal importador els Estats Units, important 99.3 milions de USD, seguit d'Alemanya ($45.4M).
El preu mitjà de la salsa de soja produïda per fermentació tipica pot arribar a costar 80 euros per litre, mentres que una obtinguda per hidrolisis artificial no arriba als 10 euros per litre.

### Asia
És on més es produeix i consumeix perquè és típic de la zona, sobre tot de la Xina i Japó. Xina es el major productor i consumidor de salsa de soja, que importa 50 milions de tones metriques, gran part d'aquesta es per respondre a la demanda de salsa de soja.
D'empreses productores de salsa de soja a Àsia trobem la japonesa Kikkoman, que porta produint salsa de soja des del segle xvii. També trobem la xinesa Foshan Haitian Flavouring & Food Co, fundada als anys 70.

### Resta del món
A Europa arriba al segle XVII de la mà de la familia Maki, una de les famílies fundadores de la actual empresa Kikkoman, i a través del comerç holandés, encara que només les elits podien accedir a ella. El 1917 les sis families Mogi, Horikiri es fundeixen en un sola empresa i s'expandeixen exportant california i a Hawai. Després de la segona guerra mundial creix el consum de salsa de soja per la població occidental i es creu que és degut al fet que els soldats ho van conèixer a l'Àsia durant el conflicte.
Entre les empreses europees productores de salsa de soja trobem la Nestle.